# ساو جواو دا ماديرا
ساو جواو دا ماديرا هي مدينة من مدن البرتغال. يبلغ عدد سكانها 21,713 نسمة وذلك حسب إحصائيات سنة 2011. تبلغ مساحتها 8 كم².

## توأمة
لساو جواو دا ماديرا اتفاقيات توأمة مع:
- سالزبورغ

## أعلام
- إيدو بينيهرو
- أنطونيو ميغيل فيريرا
- خوسيه كارلوس لايت دي سوزا
- روي كوريا
- أنتونيو فيلوسو